# Margaret Lindsay Huggins

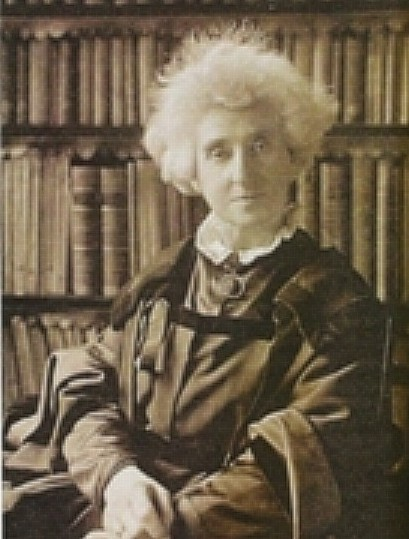
Margaret Lindsay Huggins

Margaret Lindsay Huggins (Dublin, 14 augustus 1848 – Londen, 24 maart 1915), geboren als Margaret Lindsay Murray, was een Ierse onderzoeker en astronome. Samen met haar man William Huggins was ze een pionier in spectroscopie.

## Jeugd en opleiding
Huggins verloor haar moeder op jonge leeftijd. Ze bracht veel tijd door met haar grootvader, en bezocht enkele jaren een private school in Brighton. Haar grootvader introduceerde haar waarschijnlijk in de astronomie door haar de sterrenbeelden te leren. Naar aanleiding van een aantal artikelen in het tijdschrift Good Words, breidde ze haar kennis uit en bouwde ze haar eigen spectroscoop. Op jonge leeftijd kreeg ze interesse in de opkomenende technologie van fotografie, wat later erg belangrijk bleek te zijn in haar werk in spectroscopie.

## Werk
Samen met haar man William Huggins bestudeerde zij de emissielijnen van de Kattenoognevel en zij zagen dat er maar een paar lijnen waren. De helderste, een groene lijn, had een golflengte van 500,7 nanometer, wat niet overeenkwam met een bekend scheikundig element. Ze speculeerden dat dit veroorzaakt werd door een onbekend element, dat William Nebulium noemde. Later werd aangetoond dat deze lijnen ontstonden door wolken geïoniseerd zuurstof in H-II-gebieden en planetaire nevels. Vanaf 1889 begon ze samen met haar man artikelen te publiceren.
In 1903 werd ze erelid van de Royal Astronomical Society.
Ze schreef een aantal artikelen voor de Encyclopædia Britannica Eleventh Edition, die in 1911 uitkwam.
- Bibsys: 3050662
- Bibliothèque nationale de France: cb166951638 (data)
- CiNii: DA12307714
- Gemeinsame Normdatei: 117054704
- International Standard Name Identifier: 0000 0000 6315 6468
- Library of Congress Control Number: n87830491
- Nationale Bibliotheek van Tsjechië: ntk2018996375
- Nationale bibliotheek van Australië: 36578968
- Nationale Bibliotheek van Israël: 987007448716405171
- Nederlandse Thesaurus van Auteursnamen: 343763826
- SNAC: w6g18pwg
- Système universitaire de documentation: 085620300
- Trove: 381180
- Virtual International Authority File: 69331249
- WorldCat: E39PBJh8Hwvkr9xphHp4XwgHYP